# Fallin (Stirling)
Fallin est un village situé dans le Stirling, en Écosse.